# Franck Laval
Franck Laval est un militant associatif et politique écologiste et un hôtelier français né en 1959. Il préside l'association Écologie sans frontière depuis 1998. 

## Biographie
En 1976, il s’engage aux Amis de la Terre aux côtés de Brice Lalonde et d’Yves Cochet. En 1977, il participe à la manifestation à Creys-Malville. Il adhère et milite ensuite à Greenpeace. En 1980, en dirigeant les Amis de la Terre de Paris[réf. nécessaire], il s’engage au Partito Radical italien et entame une grève de la faim avec Marco Pannella pour le droit à l’objection de conscience et en soutien à Bobby Sands, militant nationaliste irlandais. Il participe aux évènements antinucléaires de Plogoff. En 1981, il s’investit dans la campagne présidentielle de Brice Lalonde[réf. nécessaire]. En 1990, avec des anciens des Amis de la Terre, il participe à la création de Génération écologie aux côtés de Brice Lalonde et de Jean-Louis Borloo. En 1995, directeur délégué de Génération écologie dont le slogan est « Agir pas gémir » et coanime le comité Nikitine. 
Avec Nadir Saifi et d'autres juristes, il crée Écologie sans frontière en spécialisant l’association dans le combat juridique. 
En 2000, Écologie sans frontière sera la première ONG à être partie civile, au travers de son « Comité anti marée-noire », dans la procédure Erika, et à attaquer le gouvernement français en justice pour inertie sur la pollution de l'air. En 2004,  Écologie sans frontière veut faire appliquer la Charte de l’Environnement et propose la réforme des Comités d’entreprises et du Conseil économique et social en vue d’y faire entrer les ONG écologiques. En 2005, Franck Laval et Nadir Saifi lancent l’idée d’organiser le 1er Grenelle de l’environnement qui serait l’acte 1 du nouveau Dialogue Social ainsi rebaptisé « Dialogue environnemental ». En 2006 et 2007, il fait du  lobbying auprès des conseillers environnementaux des candidats à la présidentielle, il conseille Nathalie Kosciusko-Morizet chargé du chapitre écologie de l'UMP. En juillet 2007,  Franck Laval en qualité de président d’Écologie sans Frontière participe à l'Élysée, aux côtés de 7 autres ONG, des syndicats patronaux et sociaux, de l’État et des collectivités locales aux négociations du Grenelle de l’environnement,. En 2008 il publie aux éditions du Rocher « Pollution de l’air : 63 millions de contaminés ». 
En 2009, Franck Laval transforme un de ses hôtels pour en faire un hôtel écologique, expérimental. Le premier Solar hôtel est créé. Il est le premier hôtel économique à faire son bilan carbone. L’hôtel accueille également le siège de Sea Shepherd France, l’ONG du capitaine Paul Watson et de Rire pour la Planète qu’il a créé avec Marc Jolivet. 
En 2009, il participe en parallèle à la campagne des élections européennes aux côtés de Dany Cohn-Bendit et de José Bové. À cette occasion, contre la direction des Verts, il se déclare partisan d'une alliance écologiste la plus large possible sans rester obligatoirement affilié à la Gauche.
En 2010, il prône un rapprochement par intérêt réciproque entre les compagnies d’assurance et les ONG environnementales  (impact économique des catastrophes naturelles).
En 2012, il s’oppose,avec l’organisation Combat Monsanto, à la privatisation des semences par l’industrie agro-alimentaire.
En 2013, il propose la mise en place d'un bonus-malus hôtelier afin d'orienter le secteur de l'hôtellerie française vers encore plus d'écologie. La suppression de la taxe de séjour pour les établissements labellisés fait partie des pistes d'évolution . 
En 2015, avec son association Écologie Sans Frontière, il porte plainte contre X au pénal au sujet de la pollution de l'air et contre les particules fines de diesel notamment. 
En 2016, il demande en référé avec l'organisation L214, la visite d'experts indépendants dans la ferme des 1000 vaches et publie dans l’Express avec la juriste Sophie Bourges  « Pour un label "Bien-être animal ».
En 2017, le projet « Ecole Hotel Solar » , qui ajoute un centre de formation spécialisé dans le tourisme écologique à un Solar Hotel, est créé avec l’architecte bioclimatique Francois Gemgembre, le consultant et auditeur Ecolabel  Christophe Bonnafous et l’entrepreneur sociale Marie Charlotte Julia. Ecole Hotel Solar est lauréat de plusieurs projets du Grand Paris et de Réinventer la Seine,.
En 2018, il participe avec le militant et journaliste Fabrice Nicolino, à la création du mouvement «Nous voulons des Coquelicots », qui demande la fin des pesticides et de retrouver «la beauté du Monde ». Ils installent le siège de ce mouvement au Solar Hotel. 
En 2022, Franck Laval anime le «Réseau Solar Hotel» qui regroupe des entrepreneurs et associations et prônent le slow tourisme en France. Compte tenu de l’urgence environnementale et de l’impact grandissant de l’industrie touristique sur les écosystèmes et le climat, il souhaite engager la profession dans une véritable révolution écologique : arrêt de l’artificialisation des sols pour des constructions d’hôtels, labellisation en masse du parc existant, lutte contre le greenwashing, objectif  0 déchet et réel débouché pour une filière agricole si un million de petits déjeuners bio sont servis chaque jour dans les hôtels français...

## Ouvrages
- Pollution de l'air, 63 millions de contaminés : faut-il s'arrêter de respirer pour éviter de mourir ?, Monaco, Éditions du Rocher, 2008, 178 p. (ISBN 978-2-268-06560-1, LCCN 2008437927)
- Avec Étienne Cendrier, Et si la téléphonie mobile devenait un scandale sanitaire ?, Monaco, Éditions du Rocher, 2008, 177 p. (ISBN 978-2-268-06566-3)
- Avec Fareth Saïfi, Scandale écolo dans les cités : voilà les brigades vertes, Monaco, Éditions du Rocher, 2008, 137 p. (ISBN 978-2-268-06565-6)
- Avec Liz Barclay, Michael Grosvenor et Nelly Bonnefous (trad. de l'anglais), Vivre écolo pour les nuls, Paris, Éditions Générales First, 2008, 313 p. (ISBN 978-2-7540-0707-8, OCLC 300305471)